# 南寨公园
37°58′42″N 112°31′42″E / 37.97839°N 112.52823°E
南寨公园，是中华人民共和国山西省太原市尖草坪区新兰路的一个公立园林。

## 沿革
南寨公园占地395万平方米，绿地面积36万平方米，其在原南寨苗圃的基础上改建。苗圃建于1996年，地势南高北低，杨兴河横贯其中。南寨公园总投资1547万元，工程包括人口广场、儿童活动区、体育休闲区、景区道路、给排水、电气照明、服务设施等。